# Phare de Malören
Le phare de Malören (en suédois : Malören fyr) est un phare situé sur l'île de Malören, appartenant à la commune de Kalix, dans le comté de Norrbotten (Suède).
Le phare de Malören est inscrit au répertoire des sites et monuments historiques par la Direction nationale du patrimoine de Suède  en date du 28 janvier 1993.

## Histoire
L'île de Malôren se situe au nord-ouest de l'archipel de Kalix au nord du golfe de Bothnie. Dès 1735, une balise de jour existait sur l'île. En 1769 une chapelle a été construite qui a aussi servi de balisage. Cette chapelle, toujours debout, est classée monument historique. L'île se trouve à environ 40 km au sud-est de Kalix.
Le phare a été construit en 1851 par le grand ingénieur suédois  Gustaf von Heidenstam (en). Le phare a été désactivé en 1891 pour réduire les coûts de maintenance, mais il n'a pas été enlevé. Après que les marins se soient plaints que le nouveau phare était trop bas, la lumière a été remise en activité en 1910. En 1958 il a été muni d'un système automatique de type AGA-fyr. En 1984, un aérogénérateur alimente le feu.
L'île est aussi une réserve naturelle.

## Description
Le phare  est une tour octogonale effilée en bois de 17 mètres de haut, avec une  galerie et une lanterne. La tour est peinte en rouge et le dôme e la lanterne est blanc. Il émet, à une hauteur focale de 22 mètres, deux longs éclats blancs, rouges et verts selon différents secteurs toutes les 12 secondes. Sa portée nominale est de 14 milles nautiques (environ 26 km).
Identifiant : ARLHS : SWE-046 ; SV-0143 - Amirauté : C5710 - NGA : 11872 .
|                |
| Île de Malören |

|                         |
| La chapelle et le phare |

|            |
| La station |

### Lien connexe
- Liste des phares de Suède